# 阿不都热依木·哈山诺夫
阿不都热依木·哈山诺夫（1898年—1973年），部分文献写作哈沙诺夫·阿不都热依木，男，维吾尔族，新疆伊犁人，中国人民解放军将领。

## 生平
1945年4月，哈沙诺夫参加三区革命民族军。1950年3月加入中国共产党。1949年12月至1950年8月，任新疆军区副参谋长。1951年2月至1952年11月，任伊犁军区副司令员。
1954年11月22日，伊犁哈萨克自治州第一届人民代表大会在伊宁市召开，历时七天。大会主席团由11个民族的41名代表组成，哈沙诺夫为其中之一。此外，伊犁哈萨克自治州筹委会任命贾和达（哈萨克族）、杨烈光（汉族）、哈沙诺夫（维吾尔族）、哈米（哈萨克族）、道吉尔（蒙古族）、恰吐（锡伯族）、马温新（汉族）、巴额扎（哈萨克族）、瓦里斯（哈萨克族）九人为大会资格审查小组成员。1954年11月26日，大会通过无记名投票选出州领导，其中包括来自9个民族的39位伊犁哈萨克自治州人民政府委员会委员，哈沙诺夫为其中之一。